# アレクサンドリア (インダス川)

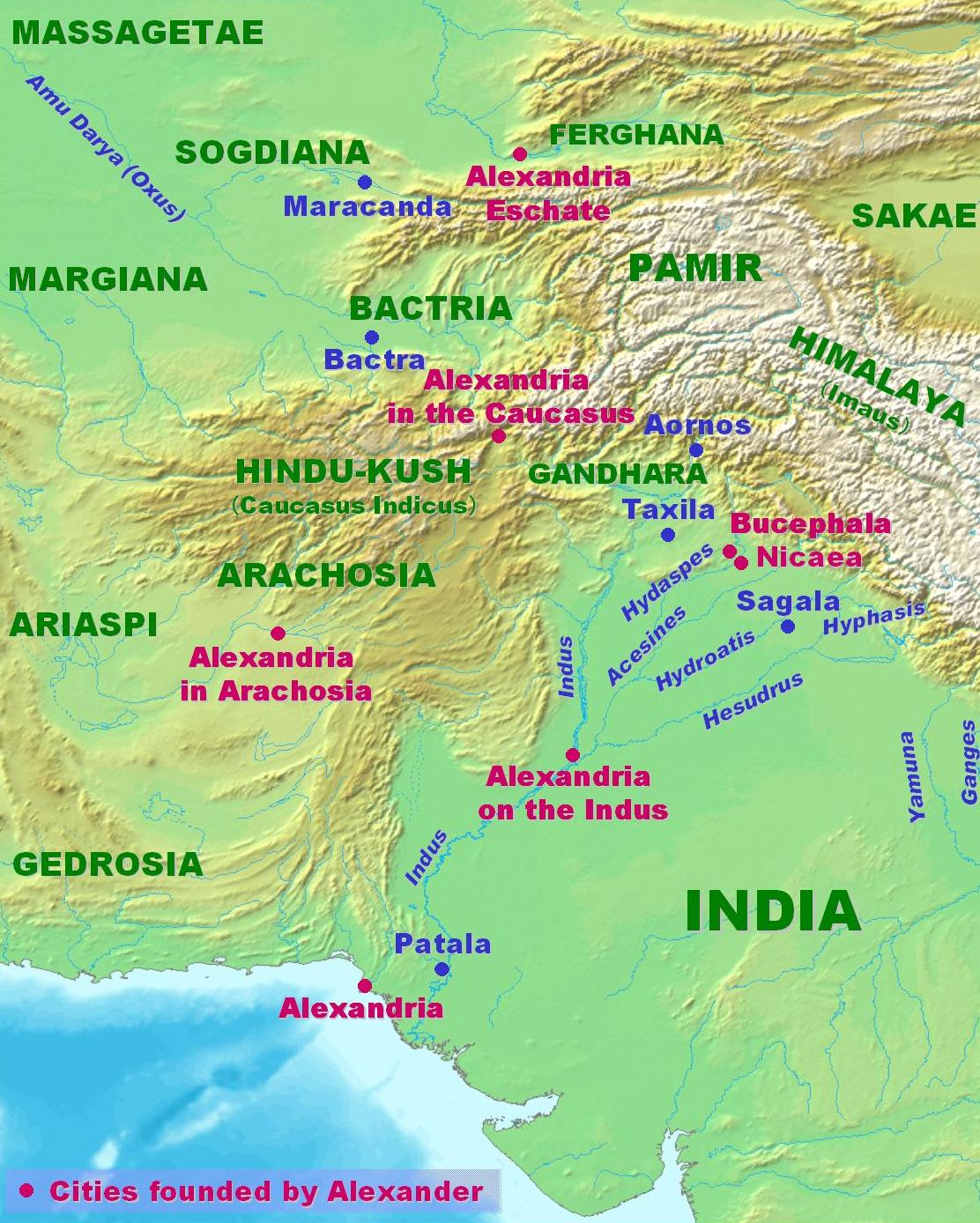
インダスのアレクサンドリアはインダス川とシェナブ川の合流点に存在した。

インダス川のアレクサンドリア (インダスがわのアレクサンドリア、Alexandria on the Indus)は、かつてインダス川とシェナブ川の合流点に存在した都市。現在のパキスタンの都市ウチュの起源とされる。アレクサンドロス3世によって建設され、ディオドロスによればトラキア人兵士が入植し、現地民と合わせて人口10,000人に上ったという。